# Clave 912
Clave 912 es el segundo álbum del rapero Dr. P. El álbum contó con la participación de Sammy, Funky y Quest.

## Lista de canciones
| N.º | Título                                   | Duración |  |
| 1.  | «Intro»                                  | 0:36     |  |
| 2.  | «Suena La Ambulancia»                    | 3:05     |  |
| 3.  | «Espadazo»                               | 3:29     |  |
| 4.  | «Diles» (con Sammy)                      | 3:04     |  |
| 5.  | «No Son Todos Los Que Están» (con Funky) | 2:56     |  |
| 6.  | «Sin Ti» (con Quest)                     | 3:25     |  |
| 7.  | «El Que Me Conduce»                      | 3:08     |  |
| 8.  | «Activao» (con Funky)                    | 3:08     |  |
| 9.  | «Han Venido Pruebas» (con Funky)         | 3:32     |  |
| 10. | «Más Que Vencedores»                     | 3:10     |  |
| 11. | «Fuego»                                  | 2:56     |  |
| 12. | «Cambia Esa Actitud»                     | 2:40     |  |
| 13. | «Avaricia (Interlude)»                   | 1:32     |  |
| 14. | «Doña Avaricia»                          | 3:40     |  |

## Vídeos
| Título                                  | Fecha de lanzamiento | Director       |
| --------------------------------------- | -------------------- | -------------- |
| «Espadazo / No Son Todos Los Que Están» | 2005                 | Flaco Figueroa |